# Now That's What I Call Music! 20 (série dos Estados Unidos)
Now That's What I Call Music! 20 é um álbum de vários artistas, lançado em 2005.